# Harsewinkel
Harsewinkel település Németországban, azon belül Észak-Rajna-Vesztfália tartományban. Lakosainak száma 26 126 fő (2023. december 31.). Harsewinkel Versmold, Halle, Steinhagen, Gütersloh, Beelen, Sassenberg és Herzebrock-Clarholz községekkel határos.

## Népesség
A település népességének változása:
| Lakosok száma | 17 592 | 25 012 | 25 147 | 25 575 | 25 999 | 26 126 |
|               | 1975   | 2017   | 2019   | 2021   | 2022   | 2023   |